# Bintang Alga Musara
Bintang Alga Musara is een bestuurslaag in het regentschap Aceh Tenggara van de provincie Atjeh, Indonesië. Bintang Alga Musara telt 233 inwoners (volkstelling 2010).